# Roy Jones jr.
Roy Levesta Jones jr. (Pensacola, 16 januari 1969) is een Amerikaans voormalig bokser. Hij werd zesmaal wereldkampioen in vier verschillende gewichtsklassen (middengewicht, supermiddengewicht, lichtzwaargewicht en zwaargewicht). Hij won zilver op de Olympische Spelen van 1988. 
In 1999 werd Jones de onbetwiste lichtzwaargewicht kampioen door het verenigen van de WBA, WBC en IBF-titels. Jones zette zijn stempel in het boksgeschiedenis toen hij in 2003 de WBA-zwaargewichttitel won na het verslaan van John Ruiz, en werd de eerste ex-middengewicht kampioen die een zwaargewicht titel won in 106 jaar. Jones stond bekend om zijn unieke stijl, met een onorthodoxe houding (hield zijn armen ook vaak laag). Een verwoestende slag, een formidabele snelheid en een indrukwekkende uitstraling maakten Jones een van de beste boksers van de jaren 90 en '00. Hij werd benoemd tot "Bokser van het decennium" door de Boxing Writers Association of America.
Naast zijn sportieve carrière heeft hij verscheidene rap albums uitgebracht, waaronder Round One: The Album en Body Head Bangerz: Volume One.